# Thích Ngọc Vũ
Thích Ngọc Vũ (tiếng Anh: Qi Yuwu, sinh ngày 28 tháng 11 năm 1976) là nam nghệ sĩ người Trung Quốc hoạt động tại Singapore.

## Cuộc sống và sự nghiệp
Thích Ngọc Vũ sống tại Trung Quốc trước khi vào ngành giải trí. Anh tốt nghiệp Học viện Thể dục thể thao Quảng Châu, nhờ ngoại hình và chiều cao lý tưởng, anh được bạn cùng trường giới thiệu làm người mẫu bán thời gian. Một thời gian sau, Thích Ngọc Vũ được bạn bè giúp đăng ký tham gia cuộc thi "Nét đẹp Hoa Thành (美在花城)" năm 1998 và giành giải quán quân. Vào năm 4 đại học, Thích Ngọc Vũ tham gia cuộc thi "Star Search" năm 1999 do Mediacorp tổ chức và giành giải Nam quán quân khu vực Quảng Đông. Sau đó, anh đến Singapore để tham gia vòng chung kết với tư cách quán quân khu vực, mặc dù không trở thành quán quân chung cuộc nhưng anh được các nhà sản xuất để mắt tới nên anh đã ở lại Singapore hoạt động với vai trò diễn viên.
Ngoài diễn xuất, anh còn giỏi vẽ tranh, nấu ăn và viết lách. Thích Ngọc Vũ còn là một nhà báo của Liên hợp Tảo báo và là thành viên của Ủy ban Bảo tàng Nghệ thuật Singapore.

## Gia đình
Cha của Thích Ngọc Vũ là một giáo viên dạy thể dục đại học.
Vào tháng 4 năm 2013, Thích Ngọc Vũ chính thức công khai hẹn hò với nữ diễn viên Bạch Vi Tú. Trước khi công bố mối quan hệ với công chúng, cặp đôi diễn viên đã hợp tác chung trong rất nhiều bộ phim và họ còn là bạn thân ngoài đời, nhưng đến khi quay hoàn thành phần đầu bộ phim Cảnh sát đặc nhiệm 2 thì cả hai mới bắt đầu để ý đối phương và yêu nhau.
Vào lúc 15 giờ 30 phút ngày 09 tháng 09 năm 2014, cặp đôi "phim giả tình thật" đã bí mật đính hôn tại khách sạn Mövenpick Heritage Hotel Sentosa. Đến ngày 28 tháng 01 năm 2015, cặp đôi chính thức tổ chức hôn lễ.
Ngày 07 tháng 08 năm 2015, con gái đầu lòng ra đời có nickname là "Baby Qi".
Ngày 21 tháng 04 năm 2017, con trai ra đời có nickname là "Didi".
Để các con phát triển bình thường như bao trẻ khác cùng trang lứa cũng như không muốn các con bị ảnh hưởng bởi sự nổi tiếng của bố mẹ, cặp đôi quyết định không tiết lộ tên, khuôn mặt và đời sống cá nhân của các con.

## Phim và chương trình truyền hình

### Phim điện ảnh
| Năm  | Tên phim                                                | Vai diễn                     | Ghi chú   |
| ---- | ------------------------------------------------------- | ---------------------------- | --------- |
| 2007 | Môn đồ                                                  | Nhân viên hải quan Singapore | Cameo     |
| 2007 | 881                                                     | Quan Âm 關音                 | Vai chính |
| 2007 | Ý 意 The Home Song Stories                              | Joe                          | Vai chính |
| 2008 | Toilet Love                                             |                              |           |
| 2008 | Những năm nhuận The Leap Years                          | KS                           | Vai chính |
| 2008 | 12 bông sen 12蓮花 12 Lotus                             | A Long 阿龍                  | Vai chính |
| 2008 | Họa bì                                                  | Tiểu Dịch 小易               | Vai chính |
| 2010 | Cẩm y vệ 錦衣衛 14 Blades                               | Huyền Vũ 玄武                |           |
| 2011 | Kiến Đảng vĩ nghiệp 建黨偉業 The Founding of a Party    | Vương Tẫn Mỹ 王盡美          | Vai phụ   |
| 2011 | Bẫy cá mập                                              | Steven                       | Vai phụ   |
| 2011 | Bằng hữu 朋友 Mooncake                                  | Đường Tuấn Long 唐俊龍       | Vai phụ   |
| 2012 | Dạ điếm quỷ đàm 夜店詭談 Nightclub School Hospital      | Lý Vi 李為                   | Vai chính |
| 2015 | 1965                                                    | Thanh tra Trịnh              | Vai chính |
| 2016 | Thiên hỏa hành động 天火行動                            | Nhà khoa học                 | Vai phụ   |
| 2018 | Điệp vụ XXXL 胖子行動隊 Fat Buddies                     | Cảnh quan Thích              | Cameo     |
| 2019 | Anh cách lực sĩ 英格力士 English                        |                              | Vai phụ   |
| 2019 | Song hồn 雙魂 Walk with Me                              |                              | Vai chính |
| 2019 | Anh ấy cô ấy anh ấy cô ấy 他她他她 If Thoughts Can Kill |                              |           |
|      | Nhất niệm 一念                                          |                              | Vai chính |

### Phim truyền hình
| Năm  | Tên phim | Vai diễn                      | Ghi chú      |
| ---- | --- | ----------------------------- | ------------ |
| 2000 | Lục Tiểu Phụng chi Quyết chiến tiền hậu 陸小鳳之決戰前後 Master Swordsman Lu Xiaofeng                                                | Tư Không Trích Tinh 司空摘星  | Vai phụ      |
| 2000 | Bài trừ ma túy (Tải băng giả) 掃冰者 Dare to Strike                                                                                  | Hà Khánh Uy 何慶威            | Vai phụ      |
| 2001 | (Hà Nhật quân tái lai) 何日軍再來 In Pursuit of Peace                                                                                | Lâm Phàm 林凡                 | Vai chính    |
| 2001 | (Đại tửu điếm) 大酒店 The Hotel | Thích Uy Vũ 戚威武            | Cameo tập 18 |
| 2001 | (Ngã ái tinh linh) 我愛精靈 My Genie                                                                                                 | Trương Thái Bình 張太平       | Vai chính    |
| 2002 | (Ngã ái tinh linh) phần 2 我愛精靈II My Genie II                                                                                     | Trương Thái Bình 張太平       | Vai chính    |
| 2002 | (Hà Thủy Sơn) 河水山 Bukit Ho Swee                                                                                                   | Thái Vĩnh Tùng 蔡永松         | Vai chính    |
| 2002 | (Hữu tình hữu nghĩa) 有情有義 Brotherhood                                                                                            | Phạm Văn 范文                 |              |
| 2002 | Pháp nội tình (Pháp nội hữu tình thiên) 法內有情天 Innocently Guilty                                                                 | Tất Hoà Bình (lúc trẻ) 畢和平 | Vai phụ      |
| 2002 | (Cửu tằng cao) 九層糕 Beautiful Connection                                                                                           | Trịnh Thuỵ Sinh 鄭瑞生        | Vai phụ      |
| 2003 | (Mỹ lệ gia đình) 美麗家庭 Love is Beautiful                                                                                          | Tạ Lang Bình 謝郎平           |              |
| 2003 | 1 cộng 1 bằng 3 (1 gia 1 đẳng ư 3) 1加1等於3 Romance De Amour                                                                        | Trịnh Học Luân 鄭學倫         |              |
| 2004 | (Chân tâm mật ngữ) 真心蜜語 Room in My Heart                                                                                         | Chúc Kiện Khang 祝健康        |              |
| 2004 | Tình yêu gửi mẹ (Phi nhất bàn ma ma) 非一般媽媽 To Mum with Love                                                                     | Lâm Chính Trực 林正直         | Vai chính    |
| 2004 | Đường bơi dậy sóng / Nhà vô địch (Nhậm ngã ngao du) 任我遨遊 The Champion                                                            | Lục Khải Uy 陸凱威            | Vai chính    |
| 2004 | Tôi yêu nhà tôi (Ngã ái ngã gia) 我愛我家 I Love My Home                                                                             | Hứa Truyện Quốc 許傳國        |              |
| 2005 | Ôm lấy ngày mai (Ung bão minh thiên) 擁抱明天 A Promise for Tomorrow                                                                 | Spiderman                     | Vai chính    |
| 2005 | Thiên sứ anh yêu em (Thiên sứ ngã ái nhĩ) 天使我愛你 P.S...I Luv U                                                                   | Phong 峰                      | Vai chính    |
| 2005 | Hồ sơ pháp y 2 (Pháp y x đương án II chi phục sinh nhân) 法醫X檔案II之復生人 Beyond The aXis of Truth II                             | Diệp Trung Tín 葉忠信         | Vai phụ      |
| 2005 | (Kính trung nhân) 鏡中人 Beautiful Illusions                                                                                         | Dave Châu Kiện Vĩ 周健偉      | Vai chính    |
| 2006 | Tổ điều tra 2 người (Hình cảnh 2 nhân tổ) 刑警2人組 C.I.D.                                                                           | Đường Tư Vĩ 唐思偉            | Vai chính    |
| 2006 | Thư tình (Nhượng ái tự bưu) 讓愛自郵 Yours Always                                                                                    | Phương Hựu 方佑               |              |
| 2007 | Điểm cao nhất (Tối cao điểm) 最高點 The Peak                                                                                         | Trần Thiên Tuấn 陳天俊        | Vai chính    |
| 2008 | Chuyện tình cô bé Lọ Lem (Tiểu nương nhạ) 小娘惹 The Little Nyonya                                                                   | Trần Tích 陳錫                | Vai chính    |
| 2010 | Ba người phụ nữ một kho báu (Tam cá nữ nhân nhất cá bảo) 三個女人一個寶 Precious Babes                                               | Viên Nhân Hiền 袁仁賢         | Vai chính    |
| 2010 | Toà án gia đình (Tẩu tiến tẩu xuất) 走進走出 The Family Court                                                                        | Lâm Lạc Sơn 林樂山            | Vai chính    |
| 2011 | (Hoạ bì) 畫皮 Painted Skin | Long Vân 龍雲                 | Vai phụ      |
| 2011 | Bài hát để đời (Tinh châu chi dạ) 星洲之夜 A Song to Remember                                                                        | Mạc Lí Quảng 莫理廣           | Vai chính    |
| 2011 | Cảnh sát đặc nhiệm (Cảnh huy thiên chức) 警徽天职 C.L.I.F.                                                                           | Đường Diệu Giai 唐耀佳        | Vai chính    |
| 2013 | Cảnh sát đặc nhiệm 2 (Cảnh huy thiên chức 2) 警徽天职II C.L.I.F. 2                                                                   | Đường Diệu Giai 唐耀佳        | Vai chính    |
| 2013 | Người thêu giấc mơ (Chí tại tứ phương) 志在四方 The Dream Makers                                                                     | Jason Lam Khâm Huy 藍欽輝     | Vai chính    |
| 2014 | Cảnh sát đặc nhiệm 3 (Cảnh huy thiên chức 3) 警徽天职III C.L.I.F. 3                                                                  | Đường Diệu Giai 唐耀佳        | Vai chính    |
| 2015 | Người thêu giấc mơ 2 (Chí tại tứ phương II) 志在四方II The Dream Makers II                                                           | Jason Lam Khâm Huy 藍欽輝     | Vai chính    |
| 2015 | Người giữu kho báu (Hộ bảo giả) 護寶者                                                                                               | Bác Đông Hoành 博東衡         |              |
| 2015 | Chào bố (Hắc, lão đầu!) 嘿，老頭！                                                                                                   | Bạch Dương 白洋               | Vai chính    |
| 2016 | (Ám chiến nguy thành) 暗戰危城 | Thích Bổn Lễ 戚本禮           | Vai chính    |
| 2018 | (Tâm. Tình) 心。情 Mind Matters | Trác Cẩn Thụ 卓瑾澍           | Vai chính    |
| 2019 | Bông hồng thép (Thiên không tiềm tiềm lượng) 天空漸漸亮 Day Break                                                                    | Trương Thiên Lượng 張天亮     | Vai chính    |
| 2019 | (Đô thị cuồng tưởng) 都市狂想 A World of Difference                                                                                  | Phan Quốc Thăng 潘國升        | Cameo        |
| 2020 | Nữ hiệp La Minh Y của tôi (Ngã đích nữ hiệp La Minh Y) 我的女俠羅明依 A Quest to Heal                                                | Tất Chính 畢正                | Vai chính    |
| 2020 | (Hoan hỉ liệp nhân) 歡喜獵人 | Nhất Minh 一鳴                | Vai chính    |
| 2021 | Ước mơ lớn (Đại đại đích mộng tưởng) 大大的夢想 Live Your Dreams                                                                     | Phương Văn Bân 方文斌         | Vai chính    |
| 2021 | Người lái đò: Truyền thuyết Nam Dương (Linh hồn bài độ · Nam Dương truyền thuyết) 靈魂擺渡·南洋傳說 The Ferryman: Legends of Nanyang | Triệu Lại 趙吏                | Vai chính    |

## Giải thưởng
| Giải thưởng Nghệ thuật Điện ảnh và Truyền hình Úc – Australian Academy of Cinema and Television Arts Awards | Giải thưởng Nghệ thuật Điện ảnh và Truyền hình Úc – Australian Academy of Cinema and Television Arts Awards | Giải thưởng Nghệ thuật Điện ảnh và Truyền hình Úc – Australian Academy of Cinema and Television Arts Awards | Giải thưởng Nghệ thuật Điện ảnh và Truyền hình Úc – Australian Academy of Cinema and Television Arts Awards | Giải thưởng Nghệ thuật Điện ảnh và Truyền hình Úc – Australian Academy of Cinema and Television Arts Awards |
| Năm | Lễ trao giải                                                                                                | Hạng mục | Tác phẩm | Kết quả |
| --- | --- | --- | --- | --- |
| 2007 | Lễ trao giải Viện phim Úc lần thứ 49                                                                        | Nam diễn viên chính xuất sắc nhất                                                                           | Ý (vai Joe)                                                                                                 | Đề cử |

| Giải thưởng truyền hình châu Á – Asian Television Awards | Giải thưởng truyền hình châu Á – Asian Television Awards | Giải thưởng truyền hình châu Á – Asian Television Awards | Giải thưởng truyền hình châu Á – Asian Television Awards | Giải thưởng truyền hình châu Á – Asian Television Awards |
| Năm                                                      | Lễ trao giải                                             | Hạng mục                                                 | Tác phẩm                                                 | Kết quả                                                  |
| -------------------------------------------------------- | -------------------------------------------------------- | -------------------------------------------------------- | -------------------------------------------------------- | -------------------------------------------------------- |
| 2009                                                     | Giải thưởng truyền hình châu Á lần thứ 14                | Nam diễn viên chính xuất sắc nhất                        | Chuyện tình cô bé Lọ Lem (vai Trần Tích)                 | Đề cử đáng khen ngợi                                     |
| 2011                                                     | Giải thưởng truyền hình châu Á lần thứ 16                | Nam diễn viên chính xuất sắc nhất                        | Tòa án gia đình (vai Lâm Lạc Sơn)                        | Đề cử                                                    |

| Giải thưởng Điện ảnh & Truyền hình Quốc tế New York – New York Festivals International Television & Film Awards | Giải thưởng Điện ảnh & Truyền hình Quốc tế New York – New York Festivals International Television & Film Awards | Giải thưởng Điện ảnh & Truyền hình Quốc tế New York – New York Festivals International Television & Film Awards | Giải thưởng Điện ảnh & Truyền hình Quốc tế New York – New York Festivals International Television & Film Awards | Giải thưởng Điện ảnh & Truyền hình Quốc tế New York – New York Festivals International Television & Film Awards |
| Năm | Hạng mục | Tác phẩm | Kết quả | |
| --- | --- | --- | --- | --- |
| 2021 | Nam diễn viên chính xuất sắc nhất                                                                               | Nữ hiệp La Minh Y của tôi (vai Tất Chính)                                                                       | Đề cử | |

| Giải thưởng Hồng Tinh – Star Awards | Giải thưởng Hồng Tinh – Star Awards | Giải thưởng Hồng Tinh – Star Awards         | Giải thưởng Hồng Tinh – Star Awards                                              | Giải thưởng Hồng Tinh – Star Awards |
| Năm                                 | Lễ trao giải                        | Hạng mục                                    | Tác phẩm                                                                         | Kết quả                             |
| ----------------------------------- | ----------------------------------- | ------------------------------------------- | -------------------------------------------------------------------------------- | ----------------------------------- |
| 2000                                | Lễ trao giải Hồng Tinh lần thứ 7    | Diễn viên mới xuất sắc nhất                 | —                                                                                | Đề cử                               |
| 2004                                | Lễ trao giải Hồng Tinh lần thứ 11   | Nam diễn viên chính xuất sắc nhất           | Chân tâm mật ngữ (vai Chúc Kiện Khang)                                           | Đề cử                               |
| 2004                                | Lễ trao giải Hồng Tinh lần thứ 11   | Top 10 Nam nghệ sĩ được yêu thích nhất      | —                                                                                | Đoạt giải                           |
| 2005                                | Lễ trao giải Hồng Tinh lần thứ 12   | Top 10 Nam nghệ sĩ được yêu thích nhất      | —                                                                                | Đoạt giải                           |
| 2006                                | Lễ trao giải Hồng Tinh lần thứ 13   | Top 10 Nam nghệ sĩ được yêu thích nhất      | —                                                                                | Đoạt giải                           |
| 2006                                | Lễ trao giải Hồng Tinh lần thứ 13   | Nam diễn viên chính xuất sắc nhất           | C.I.D. (vai Đường Tư Vĩ)                                                         | Đề cử                               |
| 2007                                | Lễ trao giải Hồng Tinh lần thứ 14   | Nam diễn viên chính xuất sắc nhất           | Điểm cao nhất (vai Trần Thiên Tuấn)                                              | Đề cử                               |
| 2007                                | Lễ trao giải Hồng Tinh lần thứ 14   | Top 10 Nam nghệ sĩ được yêu thích nhất      | —                                                                                | Đoạt giải                           |
| 2009                                | Lễ trao giải Hồng Tinh lần thứ 15   | Top 10 Nam nghệ sĩ được yêu thích nhất      | —                                                                                | Đoạt giải                           |
| 2009                                | Lễ trao giải Hồng Tinh lần thứ 15   | Nam diễn viên chính xuất sắc nhất           | Chuyện tình cô bé Lọ Lem (vai Trần Tích)                                         | Đề cử                               |
| 2010                                | Lễ trao giải Hồng Tinh lần thứ 16   | Top 10 Nam nghệ sĩ được yêu thích nhất      | —                                                                                | Đoạt giải                           |
| 2011                                | Lễ trao giải Hồng Tinh lần thứ 17   | Top 10 Nam nghệ sĩ được yêu thích nhất      | —                                                                                | Đoạt giải                           |
| 2011                                | Lễ trao giải Hồng Tinh lần thứ 17   | Nam diễn viên chính xuất sắc nhất           | Toà án gia đình (vai Lâm Lạc Sơn)                                                | Đoạt giải                           |
| 2012                                | Lễ trao giải Hồng Tinh lần thứ 18   | Nam diễn viên chính xuất sắc nhất           | Cảnh sát đặc nhiệm (vai Đường Diệu Giai)                                         | Đề cử                               |
| 2012                                | Lễ trao giải Hồng Tinh lần thứ 18   | Cặp đôi màn ảnh được yêu thích nhất         | Cảnh sát đặc nhiệm (vai Đường Diệu Giai) Cùng với Bạch Vi Tú (vai Liêu Tâm Di)   | Đề cử                               |
| 2012                                | Lễ trao giải Hồng Tinh lần thứ 18   | Top 10 Nam nghệ sĩ được yêu thích nhất      | —                                                                                | Đoạt giải                           |
| 2013                                | Lễ trao giải Hồng Tinh lần thứ 19   | Top 10 Nam nghệ sĩ được yêu thích nhất      | —                                                                                | Đề cử                               |
| 2014                                | Lễ trao giải Hồng Tinh lần thứ 20   | Top 10 Nam nghệ sĩ được yêu thích nhất      | —                                                                                | Đoạt giải                           |
| 2014                                | Lễ trao giải Hồng Tinh lần thứ 20   | Nam diễn viên chính xuất sắc nhất           | Người thêu giấc mơ (vai Lam Khâm Huy)                                            | Đề cử                               |
| 2014                                | Lễ trao giải Hồng Tinh lần thứ 20   | Cặp đôi màn ảnh được yêu thích nhất         | Người thêu giấc mơ (vai Lam Khâm Huy) Cùng với Âu Huyên (vai Triệu Phi Nhi)      | Đoạt giải                           |
| 2014                                | Lễ trao giải Hồng Tinh lần thứ 20   | Cặp đôi màn ảnh được yêu thích nhất         | Người thêu giấc mơ (vai Lam Khâm Huy) Cùng với Thụy Ân (vai Phương Đồng Lâm)     | Đề cử                               |
| 2014                                | Lễ trao giải Hồng Tinh lần thứ 20   | Nghệ sĩ nổi tiếng nhất khu vực (Trung Quốc) | —                                                                                | Đề cử                               |
| 2014                                | Lễ trao giải Hồng Tinh lần thứ 20   | Nghệ sĩ nổi tiếng nhất khu vực (Malaysia)   | —                                                                                | Đề cử                               |
| 2014                                | Lễ trao giải Hồng Tinh lần thứ 20   | Nghệ sĩ nổi tiếng nhất khu vực (Indonesia)  | —                                                                                | Đề cử                               |
| 2015                                | Lễ trao giải Hồng Tinh lần thứ 21   | Nam diễn viên chính xuất sắc nhất           | Cảnh sát đặc nhiệm 3 (vai Đường Diệu Giai)                                       | Đề cử                               |
| 2015                                | Lễ trao giải Hồng Tinh lần thứ 21   | Nghệ sĩ nổi tiếng nhất khu vực (Trung Quốc) | —                                                                                | Đề cử                               |
| 2015                                | Lễ trao giải Hồng Tinh lần thứ 21   | Nghệ sĩ nổi tiếng nhất khu vực (Campuchia)  | —                                                                                | Đề cử                               |
| 2015                                | Lễ trao giải Hồng Tinh lần thứ 21   | Top 10 Nam nghệ sĩ được yêu thích nhất      | —                                                                                | Đoạt giải                           |
| 2015                                | Lễ trao giải Hồng Tinh lần thứ 21   | Cặp đôi màn ảnh được yêu thích nhất         | Cảnh sát đặc nhiệm 3 (vai Đường Diệu Giai) Cùng với Bạch Vi Tú (vai Liêu Tâm Di) | Đề cử                               |
| 2016                                | Lễ trao giải Hồng Tinh lần thứ 22   | Cặp đôi màn ảnh được yêu thích nhất         | Người thêu giấc mơ 2 (vai Lam Khâm Huy) Cùng với Âu Huyên (vai Triệu Phi Nhi)    | Đoạt giải                           |
| 2016                                | Lễ trao giải Hồng Tinh lần thứ 22   | Cặp đôi màn ảnh được yêu thích nhất         | Người thêu giấc mơ 2 (vai Lam Khâm Huy) Cùng với Thụy Ân (vai Phương Đồng Lâm)   | Đề cử                               |
| 2016                                | Lễ trao giải Hồng Tinh lần thứ 22   | Nam diễn viên chính xuất sắc nhất           | Người thêu giấc mơ 2 (vai Lam Khâm Huy)                                          | Đoạt giải                           |
| 2016                                | Lễ trao giải Hồng Tinh lần thứ 22   | Nghệ sĩ được yêu thích nhất mọi thời đại    | —                                                                                | Đoạt giải                           |
| 2018                                | Lễ trao giải Hồng Tinh lần thứ 24   | Bioskin Most Charismatic Artiste Award      | —                                                                                | Đề cử                               |
| 2019                                | Lễ trao giải Hồng Tinh lần thứ 25   | Nam diễn viên chính xuất sắc nhất           | Tâm. Tình (vai Trác Cẩn Thụ)                                                     | Đề cử                               |
| 2021                                | Lễ trao giải Hồng Tinh lần thứ 26   | Nam diễn viên chính xuất sắc nhất           | Nữ hiệp La Minh Y của tôi (vai Tất Chính)                                        | Đoạt giải                           |
| 2021                                | Lễ trao giải Hồng Tinh lần thứ 26   | Bioskin Most Charismatic Artiste Award      | —                                                                                | Đề cử                               |

### Các giải thưởng khác
- 1998: Quán quân Nét đẹp Hoa Thành
- 1999: Quán quân Star Search khu vực Quảng Đông
- 1999: Giải Tân binh cá tính nhất tại Star Search
- 2007: Đề cử giải 2000s Screen Heartthrob